# Corea del Sur en la Copa Mundial de Fútbol de 1994
La selección de Corea del Sur fue una de las 24 selecciones que participó en la Copa Mundial de Fútbol de 1994. Esta fue su cuarta participación en mundiales y tercera consecutiva desde México 1986.

## Clasificación

### Primera ronda
| Equipo        | Pts | PJ | PG | PE | PP | GF | GC | DG  |
| ------------- | --- | -- | -- | -- | -- | -- | -- | --- |
| Corea del Sur | 15  | 8  | 7  | 1  | 0  | 23 | 1  | +22 |
| Baréin        | 9   | 8  | 3  | 3  | 2  | 9  | 6  | +3  |
| Líbano        | 8   | 8  | 2  | 4  | 2  | 8  | 9  | -1  |
| Hong Kong     | 5   | 8  | 2  | 1  | 5  | 9  | 19 | -10 |
| India         | 3   | 8  | 1  | 1  | 6  | 8  | 22 | -14 |

| Fecha               | Lugar  | Local         | Resultado | Visitante     |
| ------------------- | ------ | ------------- | --------- | ------------- |
| 9 de mayo de 1993   | Beirut | Baréin        | 0:0       | Corea del Sur |
| 11 de mayo de 1993  | Beirut | Líbano        | 0:1 (0:1) | Corea del Sur |
| 13 de mayo de 1993  | Beirut | India         | 0:3 (0:1) | Corea del Sur |
| 15 de mayo de 1993  | Beirut | Hong Kong     | 0:3 (0:1) | Corea del Sur |
| 5 de junio de 1993  | Seúl   | Corea del Sur | 4:1 (1:1) | Hong Kong     |
| 7 de junio de 1993  | Seúl   | Corea del Sur | 2:0 (1:0) | Líbano        |
| 9 de junio de 1993  | Seúl   | Corea del Sur | 7:0 (4:0) | India         |
| 13 de junio de 1993 | Seúl   | Corea del Sur | 3:0 (0:0) | Baréin        |

### Ronda final
| Equipo          | Pts | PJ | PG | PE | PP | GF | GC | DG |
| --------------- | --- | -- | -- | -- | -- | -- | -- | -- |
| Arabia Saudita  | 7   | 5  | 2  | 3  | 0  | 8  | 6  | +2 |
| Corea del Sur   | 6   | 5  | 2  | 2  | 1  | 9  | 4  | +5 |
| Japón           | 6   | 5  | 2  | 2  | 1  | 7  | 4  | +3 |
| Irak            | 5   | 5  | 1  | 3  | 1  | 9  | 9  | 0  |
| Irán            | 4   | 5  | 2  | 0  | 3  | 8  | 11 | -3 |
| Corea del Norte | 2   | 5  | 1  | 0  | 4  | 5  | 12 | -7 |

| Fecha                 | Lugar | Local         | Resultado | Visitante       |
| --------------------- | ----- | ------------- | --------- | --------------- |
| 16 de octubre de 1993 | Doha  | Irán          | 0:3 (0:1) | Corea del Sur   |
| 19 de octubre de 1993 | Doha  | Irak          | 2:2 (1:1) | Corea del Sur   |
| 22 de octubre de 1993 | Doha  | Corea del Sur | 1:1 (0:0) | Arabia Saudita  |
| 25 de octubre de 1993 | Doha  | Japón         | 1:0 (0:0) | Corea del Sur   |
| 28 de octubre de 1993 | Doha  | Corea del Sur | 3:0 (0:0) | Corea del Norte |

### Goleadores
| Goles | Futbolistas |
| ----- | --- |
| 8     | Ha Seok-ju |
| 3     | Choi Moon-sik, Lee Ki-beom |
| 2     | Hong Myung-bo, Kim Tae-young, Ko Jeong-woon, Park Jung-bae                                                                                  |
| 1     | Gu Sang-bum, Hwangbo Kwan, Hwang Sun-hong, Jung Jae-kwon, Kang Chul, Kim Pan-keun, Noh Jung-yoon, Park Nam-yeol, Seo Jung-won, Shin Hong-gi |

## Lista de jugadores
Entrenador:  Kim Ho
| No. | Pos. | Jugador        | Fecha de nacimiento (edad)         | Apa. | Club                 |
| --- | ---- | -------------- | ---------------------------------- | ---- | -------------------- |
| 1   | POR  | Choi In-young  | 5 de marzo de 1962 (32 años)       | 3    | Hyundai Horangi      |
| 2   | MED  | Chung Jong-son | 20 de marzo de 1966 (28 años)      | 3    | Hyundai Horangi      |
| 3   | DEF  | Lee Jong-hwa   | 20 de julio de 1963 (30 años)      | ?    | Ilhwa Chunma         |
| 4   | DEF  | Kim Pan-keun   | 5 de marzo de 1966 (28 años)       | 0    | LG Cheetahs          |
| 5   | DEF  | Park Jung-bae  | 19 de febrero de 1967 (27 años)    | 0    | Daewoo Royals        |
| 6   | MED  | Lee Young-jin  | 27 de octubre de 1963 (30 años)    | 1    | LG Cheetahs          |
| 7   | DEF  | Shin Hong-gi   | 4 de mayo de 1968 (26 años)        | 0    | Hyundai Horangi      |
| 8   | MED  | Noh Jung-yoon  | 28 de marzo de 1971 (23 años)      | 3    | Sanfrecce Hiroshima  |
| 9   | MED  | Kim Joo-sung   | 17 de enero de 1966 (28 años)      | 14   | VfL Bochum           |
| 10  | DEL  | Ko Jeong-woon  | 27 de junio de 1966 (27 años)      | 0    | Ilhwa Chunma         |
| 11  | DEL  | Seo Jung-won   | 17 de diciembre de 1970 (23 años)  | 3    | Sangmu FC            |
| 12  | DEF  | Choi Young-il  | 25 de abril de 1966 (28 años)      | 0    | Hyundai Horangi      |
| 13  | DEF  | An Ik-soo      | 6 de mayo de 1965 (29 años)        | ?    | Ilhwa Chunma         |
| 14  | MED  | Choi Dae-shik  | 10 de enero de 1965 (29 años)      | 0    | LG Cheetahs          |
| 15  | MED  | Cho Jin-ho     | 2 de agosto de 1973 (20 años)      | 0    | POSCO Atoms          |
| 16  | MED  | Ha Seok-ju     | 20 de febrero de 1968 (26 años)    | 33   | Daewoo Royals        |
| 17  | DEF  | Gu Sang-bum    | 15 de junio de 1964 (30 años)      | 63   | Daewoo Royals        |
| 18  | DEL  | Hwang Sun-hong | 14 de julio de 1968 (25 años)      | 46   | POSCO Atoms          |
| 19  | MED  | Choi Moon-sik  | 6 de enero de 1971 (23 años)       | 0    | POSCO Atoms          |
| 20  | DEF  | Hong Myung-bo  | 12 de febrero de 1969 (25 años)    | 47   | POSCO Atoms          |
| 21  | POR  | Park Chul-woo  | 29 de septiembre de 1965 (28 años) | ?    | LG Cheetahs          |
| 22  | POR  | Lee Woon-jae   | 26 de abril de 1973 (21 años)      | 1    | Kyung Hee University |

## Participación

### Grupo C
| Equipo        | Pts | PJ | PG | PE | PP | GF | GC | DG |
| ------------- | --- | -- | -- | -- | -- | -- | -- | -- |
| Alemania      | 7   | 3  | 2  | 1  | 0  | 5  | 3  | +2 |
| España        | 5   | 3  | 1  | 2  | 0  | 6  | 4  | +2 |
| Corea del Sur | 2   | 3  | 0  | 2  | 1  | 4  | 5  | -1 |
| Bolivia       | 1   | 3  | 0  | 1  | 2  | 1  | 4  | -3 |

#### España vs. Corea del Sur
| 17 de junio de 1994, 19:30 (UTC+3) | España                       | 2:2 (0:0) | Corea del Sur      | Estadio Cotton Bowl, Dallas                                 |                                                             |
|                                    | Salinas 51' · Goikoetxea 55' | Reporte   | Hong 85' · Seo 90' | Asistencia: 56.247 espectadores Árbitro(s): Peter Mikkelsen | Asistencia: 56.247 espectadores Árbitro(s): Peter Mikkelsen |

| España | Corea del Sur |

|                 |    |                    |     |       |
|                 |    |                    |     |       |
| POR             | 13 | Santiago Cañizares |     |       |
| DEF             | 2  | Albert Ferrer      |     |       |
| DEF             | 5  | Abelardo           |     |       |
| DEF             | 6  | Fernando Hierro    |     |       |
| DEF             | 12 | Sergi              |     |       |
| DEF             | 18 | Rafael Alkorta     |     |       |
| DEF             | 20 | Miguel Ángel Nadal | 25' |       |
| MED             | 7  | Goikoetxea         |     |       |
| MED             | 8  | Julen Guerrero     |     | 45+1' |
| MED             | 21 | Luis Enrique       | 24' |       |
| DEL             | 19 | Julio Salinas      |     | 63'   |
| Suplentes:      |    |                    |     |       |
| POR             | 1  | Andoni Zubizarreta |     |       |
| POR             | 22 | Julen Lopetegui    |     |       |
| DEF             | 3  | Jorge Otero        |     |       |
| DEF             | 4  | Francisco Camarasa |     |       |
| DEF             | 17 | Voro               |     |       |
| MED             | 9  | Pep Guardiola      |     |       |
| MED             | 10 | José Mari Bakero   |     |       |
| MED             | 15 | José Luis Caminero | 71' | 45+1' |
| MED             | 16 | Felipe Miñambres   |     | 63'   |
| DEL             | 11 | Txiki Begiristain  |     |       |
| DEL             | 14 | Juanele            |     |       |
| Entrenador:     |    |                    |     |       |
| Javier Clemente |    |                    |     |       |

|             |    |                |     |     |
|             |    |                |     |     |
| POR         | 1  | Choi In-young  |     |     |
| DEF         | 4  | Kim Pan-keun   |     |     |
| DEF         | 5  | Park Jung-bae  |     |     |
| DEF         | 7  | Shin Hong-gi   |     |     |
| DEF         | 12 | Choi Young-il  | 61' |     |
| DEF         | 20 | Hong Myung-bo  |     |     |
| MED         | 6  | Lee Young-jin  |     |     |
| MED         | 8  | Noh Jung-yoon  |     | 73' |
| MED         | 9  | Kim Joo-sung   | 37' | 59' |
| MED         | 10 | Ko Jeong-woon  |     |     |
| DEL         | 18 | Hwang Sun-hong |     |     |
| Suplentes:  |    |                |     |     |
| POR         | 21 | Park Chul-woo  |     |     |
| POR         | 22 | Lee Woon-jae   |     |     |
| DEF         | 2  | Chung Jong-son |     |     |
| DEF         | 3  | Lee Jong-hwa   |     |     |
| DEF         | 13 | An Ik-soo      |     |     |
| MED         | 14 | Choi Dae-shik  |     |     |
| MED         | 15 | Cho Jin-ho     |     |     |
| MED         | 16 | Ha Seok-ju     |     | 73' |
| MED         | 17 | Gu Sang-bum    |     |     |
| MED         | 19 | Choi Moon-sik  |     |     |
| DEL         | 11 | Seo Jung-won   |     | 59' |
| Entrenador: |    |                |     |     |
| Kim Ho      |    |                |     |     |

| Árbitros asistentes: Carl-Johan Meyer Christensen Roy Pearson Cuarto árbitro: Philip Don | Reglas del partido - 90 minutos. - Once suplentes convocados. - Máximo de tres sustituciones. |

#### Corea del Sur vs. Bolivia
| 23 de junio de 1994, 19:30 (UTC+3) | Corea del Sur | 0:0     | Bolivia | Foxboro Stadium, Boston                                    |                                                            |
|                                    |               | Reporte |         | Asistencia: 54.453 espectadores Árbitro(s): Leslie Mottram | Asistencia: 54.453 espectadores Árbitro(s): Leslie Mottram |

| Corea del Sur | Bolivia |

|             |    |                |     |     |
|             |    |                |     |     |
| POR         | 1  | Choi In-young  |     |     |
| DEF         | 4  | Kim Pan-keun   |     |     |
| DEF         | 5  | Park Jung-bae  | 89' |     |
| DEF         | 7  | Shin Hong-gi   | 62' |     |
| DEF         | 20 | Hong Myung-bo  |     |     |
| MED         | 6  | Lee Young-jin  |     |     |
| MED         | 8  | Noh Jung-yoon  |     | 71' |
| MED         | 9  | Kim Joo-sung   |     |     |
| MED         | 10 | Ko Jeong-woon  | 38' |     |
| DEL         | 11 | Seo Jung-won   |     | 65' |
| DEL         | 18 | Hwang Sun-hong |     |     |
| Suplentes:  |    |                |     |     |
| POR         | 21 | Park Chul-woo  |     |     |
| POR         | 22 | Lee Woon-jae   |     |     |
| DEF         | 2  | Chung Jong-son |     |     |
| DEF         | 3  | Lee Jong-hwa   |     |     |
| DEF         | 12 | Choi Young-il  |     | 71' |
| DEF         | 13 | An Ik-soo      |     |     |
| MED         | 14 | Choi Dae-shik  |     |     |
| MED         | 15 | Cho Jin-ho     |     |     |
| MED         | 16 | Ha Seok-ju     |     | 65' |
| MED         | 17 | Gu Sang-bum    |     |     |
| MED         | 19 | Choi Moon-sik  |     |     |
| Entrenador: |    |                |     |     |
| Kim Ho      |    |                |     |     |

|                   |    |                        |          |     |
|                   |    |                        |          |     |
| POR               | 1  | Carlos Trucco          |          |     |
| DEF               | 3  | Marco Sandy            |          |     |
| DEF               | 4  | Miguel Rimba           | 22'      |     |
| DEF               | 5  | Gustavo Quinteros      |          |     |
| DEF               | 16 | Luis Cristaldo         | 22', 82' |     |
| MED               | 6  | Carlos Borja           |          |     |
| MED               | 8  | Milton Melgar          |          |     |
| MED               | 15 | Vladimir Soria         |          |     |
| MED               | 21 | Erwin Sánchez          |          |     |
| MED               | 22 | Julio César Baldivieso | 32'      |     |
| DEL               | 18 | William Ramallo        |          | 66' |
| Suplentes:        |    |                        |          |     |
| POR               | 12 | Darío Rojas            |          |     |
| POR               | 19 | Marcelo Torrico        |          |     |
| DEF               | 2  | Juan Manuel Peña       |          |     |
| DEF               | 13 | Modesto Soruco         |          |     |
| DEF               | 17 | Óscar Sánchez          |          |     |
| MED               | 7  | Mario Pinedo           |          |     |
| MED               | 10 | Marco Etcheverry       |          |     |
| MED               | 14 | Mauricio Ramos         |          |     |
| MED               | 20 | Ramiro Castillo        |          |     |
| DEL               | 9  | Guillermo Álvaro Peña  |          | 66' |
| DEL               | 11 | Jaime Moreno           |          |     |
| Entrenador:       |    |                        |          |     |
| Xabier Azkargorta |    |                        |          |     |

| Árbitros asistentes: Luc Matthys Mikael Everstig Cuarto árbitro: Bo Karlsson | Reglas del partido - 90 minutos. - Once suplentes convocados. - Máximo de tres sustituciones. |

#### Alemania vs. Corea del Sur
| 27 de junio de 1994, 16:00 (UTC+3) | Alemania                        | 3:2 (3:0) | Corea del Sur        | Estadio Cotton Bowl, Dallas                              |                                                          |
|                                    | Klinsmann 12', 37' · Riedle 20' | Reporte   | Hwang 52' · Hong 63' | Asistencia: 63.998 espectadores Árbitro(s): Joel Quiniou | Asistencia: 63.998 espectadores Árbitro(s): Joel Quiniou |

| Alemania | Corea del Sur |

|             |    |                   |     |     |
|             |    |                   |     |     |
| POR         | 1  | Bodo Illgner      |     |     |
| DEF         | 3  | Andreas Brehme    | 24' |     |
| DEF         | 4  | Jürgen Kohler     |     |     |
| DEF         | 6  | Guido Buchwald    |     |     |
| DEF         | 14 | Thomas Berthold   |     |     |
| MED         | 8  | Thomas Häßler     |     |     |
| MED         | 10 | Lothar Matthäus   |     | 64' |
| MED         | 16 | Matthias Sammer   |     |     |
| MED         | 20 | Stefan Effenberg  | 44' | 75' |
| DEL         | 9  | Karl-Heinz Riedle |     |     |
| DEL         | 18 | Jürgen Klinsmann  | 28' |     |
| Suplentes:  |    |                   |     |     |
| POR         | 12 | Andreas Köpke     |     |     |
| POR         | 22 | Oliver Kahn       |     |     |
| DEF         | 5  | Thomas Helmer     |     | 75' |
| DEF         | 17 | Martin Wagner     |     |     |
| MED         | 2  | Thomas Strunz     |     |     |
| MED         | 7  | Andreas Möller    |     | 64' |
| MED         | 15 | Maurizio Gaudino  |     |     |
| MED         | 21 | Mario Basler      |     |     |
| DEL         | 11 | Stefan Kuntz      |     |     |
| DEL         | 13 | Rudi Völler       |     |     |
| DEL         | 19 | Ulf Kirsten       |     |     |
| Entrenador: |    |                   |     |     |
| Berti Vogts |    |                   |     |     |

|             |    |                |     |       |
|             |    |                |     |       |
| POR         | 1  | Choi In-young  |     | 45+1' |
| DEF         | 4  | Kim Pan-keun   |     |       |
| DEF         | 5  | Park Jung-bae  |     |       |
| DEF         | 7  | Shin Hong-gi   |     |       |
| DEF         | 12 | Choi Young-il  | 89' |       |
| DEF         | 20 | Hong Myung-bo  |     |       |
| MED         | 6  | Lee Young-jin  |     | 39'   |
| MED         | 9  | Kim Joo-sung   |     |       |
| MED         | 10 | Ko Jeong-woon  |     |       |
| MED         | 15 | Cho Jin-ho     |     | 45+1' |
| DEL         | 18 | Hwang Sun-hong |     |       |
| Suplentes:  |    |                |     |       |
| POR         | 21 | Park Chul-woo  |     |       |
| POR         | 22 | Lee Woon-jae   |     | 45+1' |
| DEF         | 2  | Chung Jong-son |     | 39'   |
| DEF         | 3  | Lee Jong-hwa   |     |       |
| DEF         | 13 | An Ik-soo      |     |       |
| MED         | 8  | Noh Jung-yoon  |     |       |
| MED         | 14 | Choi Dae-shik  |     |       |
| MED         | 16 | Ha Seok-ju     |     |       |
| MED         | 17 | Gu Sang-bum    |     |       |
| MED         | 19 | Choi Moon-sik  |     |       |
| DEL         | 11 | Seo Jung-won   |     | 45+1' |
| Entrenador: |    |                |     |       |
| Kim Ho      |    |                |     |       |

| Árbitros asistentes: Valentin Ivanov Abdel-Magid Hassan Cuarto árbitro: Arturo Ángeles | Reglas del partido - 90 minutos. - Once suplentes convocados. - Máximo de tres sustituciones. |